# Ajmiriganj
 (février 2025).
Si vous disposez d'ouvrages ou d'articles de référence ou si vous connaissez des sites web de qualité traitant du thème abordé ici, merci de compléter l'article en donnant les références utiles à sa vérifiabilité et en les liant à la section « Notes et références ».
Ajmiriganj (en bengali : আজমিরিগঞ্জ) est une upazila du Bangladesh dans le district de Habiganj. En 1991, on y dénombrait 86 810 habitants.
À l'issue du recensement de 2022, 126 324 habitants sont dénombrés.